# Frank La Rocca
Frank La Rocca (Nova Jersey, 1951) és un compositor estatunidenc.

## Biografia
Frank La Rocca va néixer l'any 1951 a Nova Jersey. Va estudiar a la Yale i a la Universitat de Califòrnia a Berkeley. Les primeres experiències en la música van des del piano clàssic fins als teclats electrònics i una varietat de grups de rock i blues. Va compondre les seves primeres obres als 14 anys. Els seus professors foren Edwin Dugger, Olly Wilson, Andrew Imbrie, Jonathan Kramer, Frank Lewin i John Mauceri. Entre els seus nombrosos premis i honors hi ha una beca de la "National Endowment for the Arts", la "California Artists' Society" i un premi per a joves compositors de la societat de col·leccionisme ASCAP dels Estats Units. Va ser guanyador del premi americà 2018 per l'oratori "A Rose in Winter – the life of St. Rita of Cascia". El crític i compositor Michael Linton va dir de 'Mass of the Americas', que és "la millor composició litúrgica per a la missa des de Duruflé". A les notes de l'àlbum de l'àlbum, William P. Mahrt, estudiós de la música antiga i president de la Church Music Association of America, escriu: "La varietat, l'enginy, la gran habilitat compositiva i la idoneïtat litúrgica han fet que aquestes composicions de The Mass of the Americas estiguin destinades a ser clàssiques". El compositor i antic professor de música Martin Rokeach, va escriure una ressenya de la Messe des Malades de La Rocca que va concloure: "L'obra mestra no és una paraula que s'ha d'utilitzar casualment, però al meu entendre i a la meva oïda, aquesta Messe des Malades s'ha d'acompanyar amb les grans obres mestres del Renaixement.
Format com a modernista acadèmic durant els seus estudis de grau a Yale i la Universitat de Califòrnia, Berkeley, La Rocca va arribar a veure aquest enfocament com una barrera per a l'expressió musical autèntica i va passar molts anys a la recerca d'un llenguatge creatiu personal.
La Rocca ha rebut diversos premis pel seu servei excepcional com a professor de música a la Universitat Estatal de Califòrnia, East Bay.
Compositor d'obres tant per a l'escenari de concerts com per a la litúrgia, es troba un punt en comú considerable entre aquests dos en obres com Veni Sancte Spiritus, per a soprano, clarinet i quartet de corda barroc. La Rocca es considera a si mateix com a "un defensor d'una fe distintivament cristiana, no a través de la persuasió directa, sinó a través de la bellesa de la música".
La música de La Rocca s'interpreta a Amèrica del Nord, Europa, Japó i Corea. Algunes de les gravacions han estat realitzades pel cor de noies de San Francisco, el cor i l'orquestra de la ràdio de Praga, l'Alexander String Quartet i molts altres. Les seves obres estan publicades per Boosey & Hawkes, Walton Musik, Santa Barbara Music Publishers i Lumen Verum Music.
La Rocca ha escrit música tant per a l'escenari de concerts com per a la litúrgia. El mateix La Rocca escriu sobre el seu treball en el camp de la música coral sacra que es veu a si mateix en el paper d'«apologista d'una fe cristiana diferent, no per convèncer directament, sinó per la bellesa de la música».
Frank La Rocca va ensenyar a la Universitat Estatal de Califòrnia, East Bay des de 1981 fins a 2014, on va ser president del departament de música. Des del 2018 és Compositor resident a l'"Institut Benet XVI de Música Sacra i Litúrgia".